# Rotgelber Buchen-Halsbock
Der Rotgelbe Buchen-Halsbock (Pedostrangalia revestita; Synonym: Strangalia revestita) ist ein Käfer aus der Familie der Bockkäfer (Cerambycidae). Die Art ist im südlichen Nordeuropa sowie in West- bis Südeuropa verbreitet. Es handelt sich um eine von 17 Arten seiner Gattung in der Paläarktis, sechs von diesen kommen in Europa vor.

## Merkmale

### Merkmale der Imagines
Der Rotgelbe Buchen-Halsbock erreicht eine Körperlänge von 8 bis 15 Millimetern. Der Käfer ist in seinem Aussehen variabel. Die gestreckten Flügeldecken sind blauschwarz oder rotbraun mit oder ohne schwarze Bereiche, das Pronotum und die Beine sind rot und mehr oder weniger schwärzlich gefärbt. Der Halsschild ist etwas länger als breit und besitzt vor der Basis eine leichte und vollständige Querfurche. Die Oberseite ist nur sehr leicht und kaum erkennbar behaart. Mindestens die ersten Glieder der Beine sind rot, die folgenden können rot oder schwarz sein. Auch der Kopf, das erste Fühlerglied, der Halsschild und die Unterseite sind rötlich-braun bis gelbrot, die Augen sind schwarz.

### Merkmale der Larven
Körper und Kopf der Larven ähneln denen der nahe verwandten Gattung Etorufus. Die Larven erreichen eine Länge von etwa 20 bis 30 Millimetern. Der Körper ist mehr oder weniger abgeflacht. Beiderseits der Kopfkapsel befinden sich je drei große Stemmata, die teilweise miteinander verschmolzen sein können. Das Labrum ist herz- bis halbkreisförmig und zum größten Teil sklerotisiert. Die Epicranialhälften der Kopfkapsel berühren sich nur in einem Punkt und die Chitinplättchen des Mata- und Mesonotums weisen deutliche zentrale Körnchen auf. Die Antennen sind vergleichsweise lang und dreigliedrig, das zweite Antennenglied ist gut entwickelt. Die Dorsalampulle am siebten Abdominalsegment ist gut ausgebildet und das neunte Abdominalsegment besitzt keinen caudalen Dorn am Körperende.

## Verbreitung
Der Rotgelbe Buchen-Halsbock ist im südlichen Nordeuropa sowie in West- und Südeuropa verbreitet und wahrscheinlich ein euromediterranes Faunenelement. Selten tritt er auch im Norden der Türkei auf. In Mitteleuropa ist er allgemein verbreitet und kommt im deutschsprachigen Raum sowohl in Deutschland, in Österreich und der Schweiz regelmäßig vor, Nachweise aus Liechtenstein und Luxemburg fehlen.

## Lebensweise

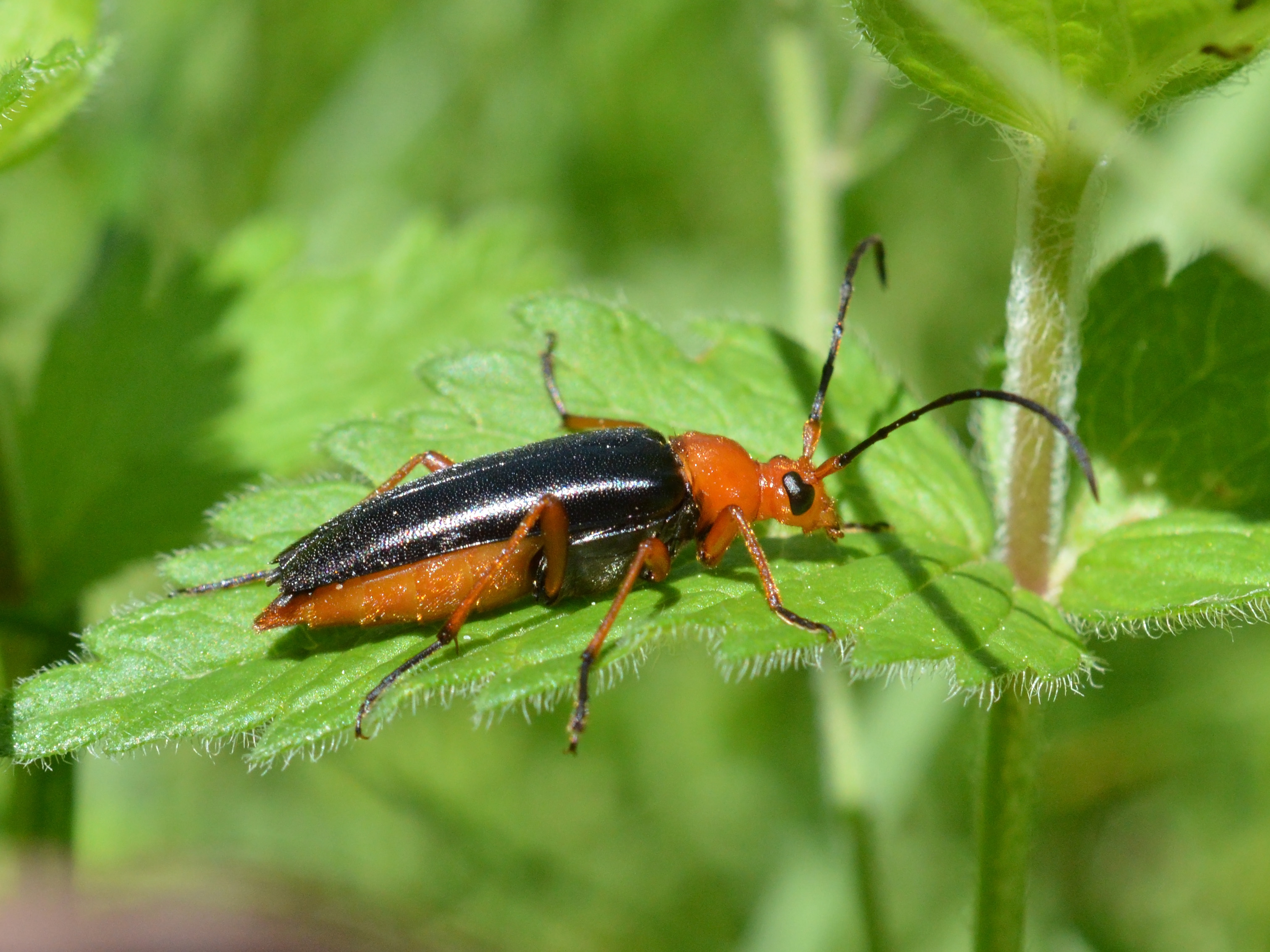
Rotgelber Buchen-Halsbock (mit dunklen Flügeldecken)

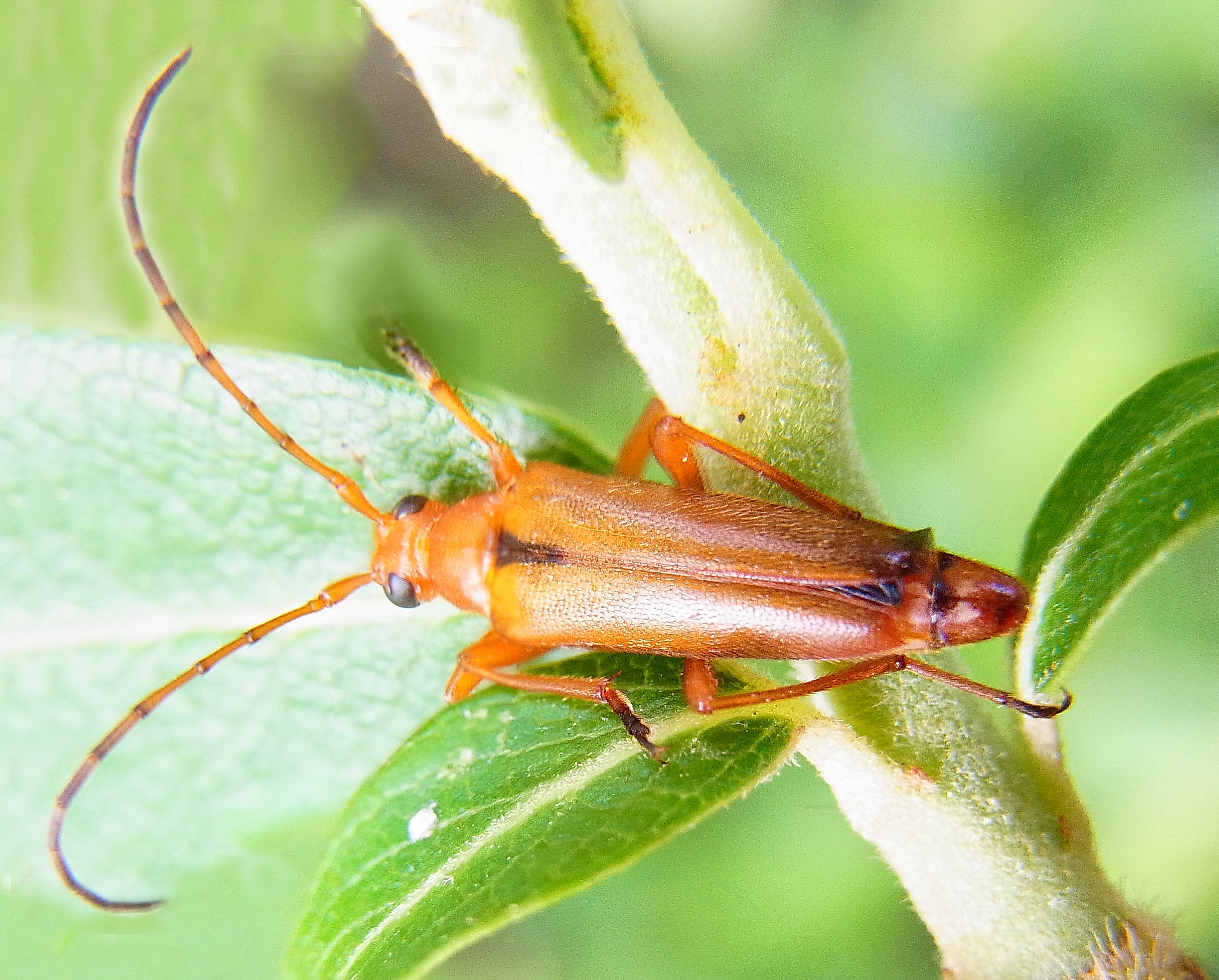
Rotgelber Buchen-Halsbock (mit hellen Flügeldecken)

Der Rotgelbe Buchen-Halsbock lebt vor allem im Tiefland bis in die Mittelgebirge seines Verbreitungsgebietes und bevorzugt warme Standorte. Dabei ist er vor allem an einzeln stehenden Bäumen, etwa in Parkanlagen, in Baumalleen und an Waldrändern und in Lichtungen anzutreffen. Sie erscheinen vom April bis Juli, manchmal auch bis in den August. Die Imagines schwärmen an warmen Tagen und sammeln sich unter anderem an Baumsaftstellen, vor allem an Eichen. Sie besuchen zudem blühende Sträucher wie Hartriegel (Cornus) und Weißdorne (Crataegus) sowie Kräuter.
Die Entwicklungszeit der Larven dauert zwei bis drei Jahre. Die Tiere sind polyphag und entwickeln sich vor allem in Rotbuchen (Fagus sylvatica) und Eichen (Quercus), jedoch auch in Ahornen (Acer),  Walnuss (Juglans regia), Pappeln (Populus), Ulmen (Ulmus), Vogel-Kirschen (Prunus avium) und Edelkastanien (Castanea sativa). Die Käferlarven leben vor allem an der Außenseite abgestorbener rotfauler Bereiche noch lebender Bäume im beginnenden Wundverschluss, häufig an den Ästen im Wipfelbereich. Außerdem sind sie in morschen Ästen, Stümpfen und am Boden liegendem Holz anzutreffen. Die Verpuppung erfolgt im Frühjahr oder im Frühsommer im Holz.

## Systematik
Der Rotgelbe Buchen-Halsbock ist eine eigenständige Art der Bockkäfer (Cerambycidae) und wird dort in die Gattung Pedostrangalia (Sokolov, 1897) innerhalb der Schmalböcke (Lepturinae) eingeordnet. Die wissenschaftliche Erstbeschreibung stammt von dem Naturforscher Carl von Linné, der ihn 1897 als Leptura revestita beschrieb. Neben dieser Art enthält die Gattung zahlreiche weitere Arten.
Die Bezeichnung für die Gattung leitet sich vom griechischen „pedo-“ für „Bein“ und „strangalia“ für den „Strang“ ab, was sich auf den schmalen Körper bezieht. Das Epitheton „revestita“ kommt vom lateinischen „revestitum“und bedeutet „bekleidet“ und bezieht sich auf die Färbung der Flügeldecken.

## Belege
1. 1 2 3 4 5 6 7 8 9 10  „Art: Pedostrangalia revestita (Linnaeus, 1767) – Rotgelber Buchen-Halsbock.“ In: Bernhard Klausnitzer, Ulrich Klausnitzer, Ekkehard Wachmann, Zdeněk Hromádko: Die Bockkäfer Mitteleuropas. Die Neue Brehm-Bücherei 499, Band 2, 4. Auflage. VerlagsKG Wolf, Magdeburg 2018, ISBN 978-389432-864-1; S. 393.
2. ↑  „22. Gattung: Strangalia Serville.“ In: Edmund Reitter: Fauna Germanica. Die Käfer des deutschen Reiches. K.G. Lutz, Stuttgart 1912; S. 15. (Digitalisat)
3. 1 2  Bernhard Klausnitzer, Ulrich Klausnitzer, Ekkehard Wachmann, Zdeněk Hromádko: Die Bockkäfer Mitteleuropas. Die Neue Brehm-Bücherei 499, Band 1, 4. Auflage. VerlagsKG Wolf, Magdeburg 2018, ISBN 978-389432-864-1; S. 105–107
4. ↑  Pedostrangalia revestita. Fauna Europaea, abgerufen am 6. Juli 2020.
5. ↑  Hüseyin Özdikmen (2014): Turkish Red List Categories of Longicorn Beetles (Coleoptera: Cerambycidae) Part III – Subfamily Lepturinae: Lepturini. Munis Entomology & Zoology 9 (1): 384–417. download
6. ↑  Pedostrangalia revestita auf biolib.cz; abgerufen am 24. Juni 2020.